# Regenwoud van het Guianaschild
Het Regenwoud van het Guianaschild is een WWF-ecoregio met de code NT0125.
Het is een grote ecoregio met een oppervlak van 513.000 km2 en vormt een van de grootste aaneengesloten, grotendeels ongerepte stukken laaglandregenwoud in de wereld.
Het beslaat vrijwel geheel Frans Guiana en het merendeel van Suriname, waar het in het noorden grenst aan de veel kleinere ecoregio van het Paramaribo-zwampbos (NT0149). In Guyana worden hogergelegen delen van het Guinanaschild (de tepuis) tot een eigen ecoregio NT0169 gerekend.
Het klimaat is heet en nat. Het gebied ligt in de Intertropische convergentiezone en vocht wordt voortdurend vanaf de Atlantische oceaan het gebied binnengeblazen, afhankelijk van de jaarlijkse schommelingen ervan. De regenval kan plaatselijk wel wat verschillen tussen ongeveer 2000 en 4000 mm per jaar.
Het gebied ligt geologische gesproken op een oud precambrisch schild dat bekend is als het Guianaschild. De bodem is voornamelijk bedekt met lateriet Bij ontbossing en de daarop volgende uitdroging kan lateriet verharden tot een soort ijzersteen. Dit maakt het moeilijk de gronden te ontginnen, wat verklaart dat het gebied goeddeels intact is, maar bij ontbossing kan het resultaat een laterietwoestijn zijn die sterk aan erosie blootstaat.
De vegetatie bestaat uit schaduwrijke laaglandbossen, die in Suriname wel drooglandbos genoemd worden om ze te onderscheiden van het zwampbos dat vrijwel voortdurend overstroomd is.
De naam drooglandbos doet niet af aan het feit dat het hier om regenwoud gaat. Het kent een rijke flora. De begroeiing kan tot 40 m hoog reiken en vertoont een aanzienlijke gelaagdheid. De bomen zijn gewoonlijk groenblijvend hoewel het bladerdak wel kan uitdunnen in de droge tijd. De bosvloer is bedekt met kruidachtige planten en enig struweel en er zijn talrijke epifyten en parasieten dankzij de hoge vochtigheid en uitbundige regenval.

## Flora
De begroeiing omvat talrijke soorten uit de families Bignoniaceae, Bombacaceae, Euphorbiaceae, Moraceae, Sterculiaceae, Lauraceae, Vochysiaceae, Sapotaceae, Lecythidaceae, Combretaceae, Anacardiaceae, Rubiaceae, Meliaceae, Sapindaceae, Annonaceae en Arecaceae. 
Enige bekende boomsoorten zijn Calophyllum brasiliense, Carapa guianensis, Ceiba pentandra, Couroupita guianensis, Guarea trichilioides, Parkia pendula, Pentaclethra macroloba.
Van de geschatte 8.000 plantensoorten is mogelijk de helft endemisch. 

## Fauna
Het gebied is nog altijd niet uitputtend onderzocht en is rijk aan zoogdiersoorten, in Guyana alleen al 220 soorten. Er zijn ook een relatief groot aantal endemische soorten. Hetzelfde kan gezegd worden van de vogelwereld. De herpetofauna is zelfs nog goeddeels onbekend. Ook de amfibieën zijn rijkelijk vertegenwoordigd, met name de Hylidae, Dendrobatidae en Leptodactylidae.

## Natuurbescherming
Ontbossing heeft tot dusver nog weinig grip gekregen op de ecoregio, maar met uitzondering van Suriname zijn er echter nog weinig beschermede gebieden. In Guyana is er het Nationaal park Kaieteur en in Suriname Brownsberg en Centraal Suriname.

## Bedreigingen
Er is toenemend ecotoerisme. Aan de ene kant doet dat de waardering voor het bos als bron van inkomsten toenemen. Aan de andere kant kan het ook de druk op de natuur vergroten als het niet in goede banen geleid wordt. Een grotere bedreiging komt van houtkap en vooral van de goudwinning. De goudwinning in Suriname, vooral in zijn ongeregelde vorm, is een bron van kwikvervuiling en plaatselijke kaalslag.

## Beeldengalerij

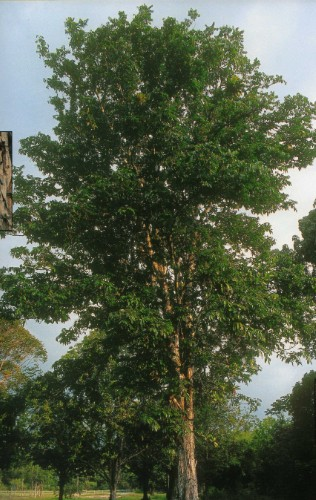
De krappa
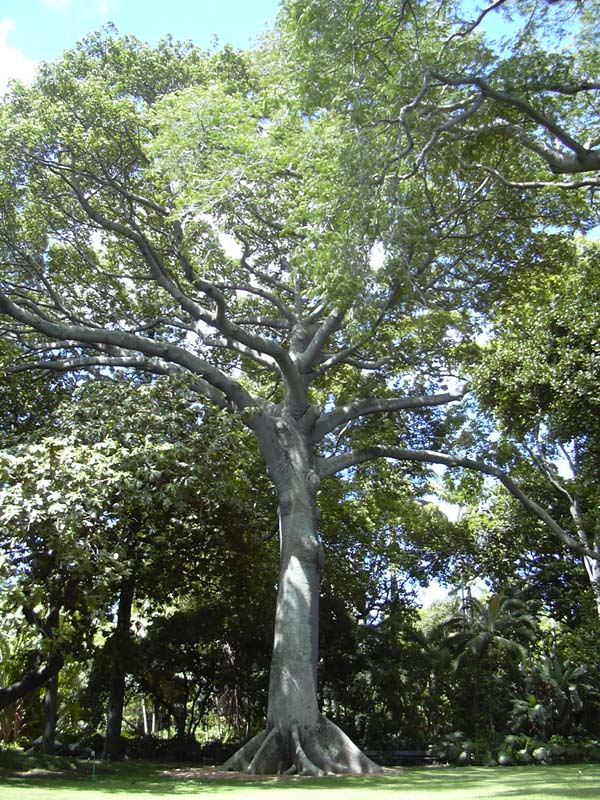
De kapokboom
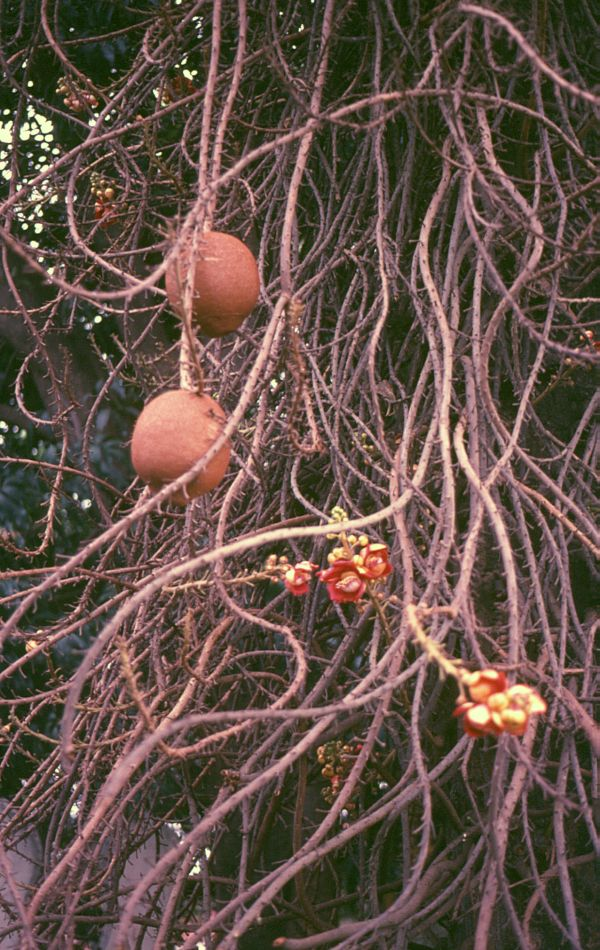
De kanonskogelboom Couroupita guianensis
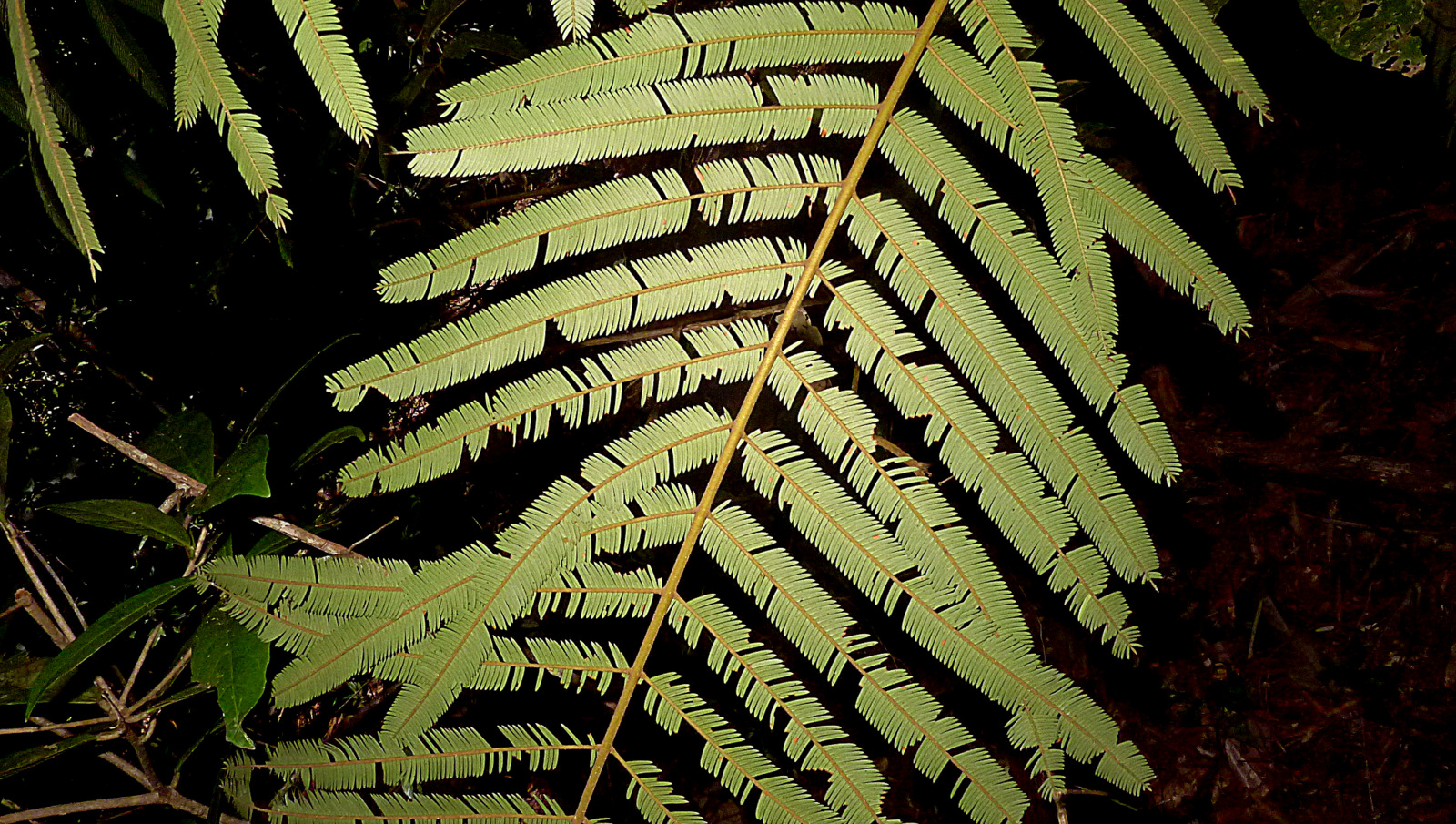
Parkia pendula
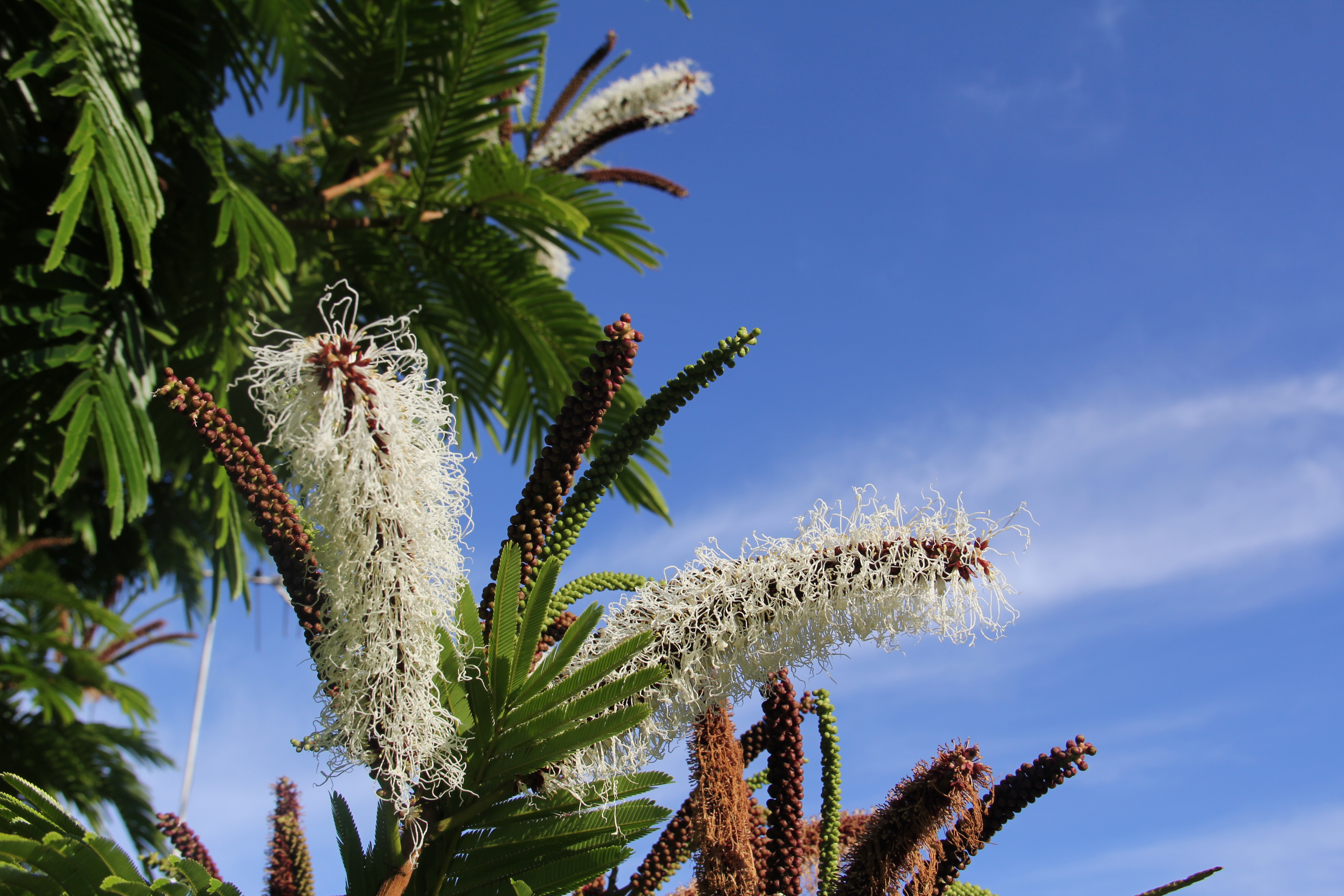
Pentaclethra macroloba
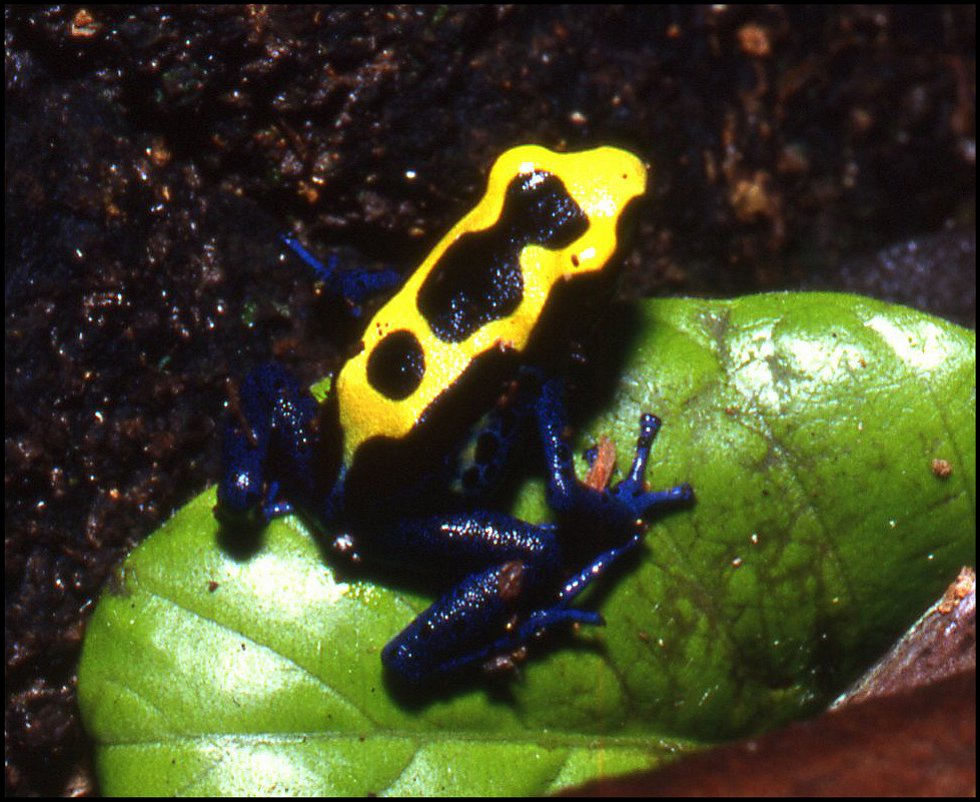
Dendrobates tinctorius